# Tuča
Tuča (također i krupa ili grȁd) jest najkrupnija vrsta padalina koja dolazi iz atmosfere. Tuča je vrsta krute oborine u obliku pojedinačnih ili slijepljenih grumena leda promjera obično između od 5 do 50 milimetara, a u izuzetnim (ekstremnim) slučajevima i više stotina milimetara, mase i do 2 kilograma (mala zrnca leda promjera manjeg od 5 milimetara nazivaju se sutuča ili sugradica). Nastaje u vrlo snažnim grmljavinskim visoko razvijenim i vlagom bogatim kumulonimbusnim oblacima, najčešće u proljeće i ljeti, kada čestice leda nošene jakim uzlaznim i silaznim strujama nekoliko puta prolaze kroz debele slojeve oblaka i pritom stvaraju nove, više ili manje koncentrične slojeve leda. Kada težina zrna nadvlada jačinu uzlazne struje, zrna tuče ispadaju iz oblaka. Zbog velike mase zrna, njihovim udarcima mogu nastati goleme štete, prije svega na poljoprivrednim nasadima, vozilima pa i lakšim građevnim konstrukcijama.

## Hidrometeori
Hidrometeori su proizvodi vodene pare koji u krutom ili tekućem stanju padaju na Zemlju (kiša, rosulja, snijeg, tuča, sugradica), ili lebde u atmosferi (magla, sumaglica), ili lebde vjetrom uzdignuti sa Zemljine površine (mećava, vijavica, dim mora), ili se talože na tlu (rosa, mraz, inje, poledica, snježni pokrivač).

### Sugradica ili sutuča
Sugradica ili sutuča jest kruta oborina u obliku okruglih, katkad i čunjastih nakupina ledenih čestica, promjer kojih ne prelazi 5 milimetara. Sugradica je po postanku tuča koja nije narasla u velika zrna ili se pak padajući iz oblaka djelomično otopila. Nalikuje na ledena zrnca: meka jezgra omotana je tankim slojem leda, prilično je čvrsta i vlažna, a pada često zajedno s kišom iz kumulonimbusnih oblaka, na temperaturi višoj od 0 °C.

## Vanjske poveznice
- Obrana od tuče Hrvatska tehnička enciklopedija, portal hrvatske tehničke baštine. LZMK